# Джастін Гартлі
Джастін Скотт Гартлі (англ. Justin Scott Hartley, нар. 29 січня 1977, Ноксвілл, Іллінойс, США) — американський актор. Найбільш відомий роллю Фокса Крейна в мильній опері «Пристрасті», а також роллю супергероя Олівера Квіна / Зелена стріла в науково-фантастичному серіалі «Таємниці Смолвіля». Восени 2014 року Гартлі повернувся до «денного мила», змінивши Майкла Мюнея у ролі Адама Ньюмана в «Молоді і зухвалі».

## Ранні роки
Гартлі народився 1977 року в американському місті Ноксвілл, штат Іллінойс, виріс у містечку Орленд-Парк зі своїм братом Натаном і двома сестрами — Меган та Габріелою. У середній школі Карла Сендберга, Гартлі був спортсменом: активно грав у баскетбол, бейсбол та футбол. Але, отримавши травму, був змушений залишити мрії про великий спорт. Закінчивши школу, він вчився у двох університетах: Іллінойському університеті в Чикаго і Університеті Південного Іллінойсу Едвардсвілла. Після навчання у нього була подвійна спеціальність — з театрального мистецтва та з історії.

## Кар'єра
Гартлі грав Фокса Крейна в теледрамі «Пристрасті» з 17 грудня 2002 по 10 лютого 2006. У 2006 році Гартлі довелося зіграти Аквамена, популярного в Америці супергероя, в пілотній серії телефільму «Аквамен», також відомому як «Риф прощення». Серіал так і не вийшов на екрани, але пілотний випуск незабаром потрапив до Інтернету. Схожа доля чекала медичний телесеріал «Austin Golden Hour», в якому Гартлі успішно зіграв роль, але пілотна серія так і не вийшла на екрани. В семи епізодах телесеріалу каналу CW «Таємниці Смолвіля» Гартлі зіграв мільярдера Олівера Квікуна (за сумісництвом, супергероя на прізвисько «Зелена стріла»). У червні 2008 року CW підтвердили, що у Гартлі тепер буде постійна роль. Гартлі є третім, хто грає Зелену стрілу, і першим, хто зіграв його на телебаченні.
Гартлі, крім кар'єри на телебаченні, також знімався в кіно. У 2005 році він знявся в епізодичній ролі у фільмі «Race You to the Bottom». У 2008 році — у бойовику «Червоний каньйон», зйомки якого проходили в безлюдній пустелі Юти. А також у молодіжній комедії 2009 року «Весняний відрив».

## Особисте життя
У 2003 році Гартлі почав зустрічатися з актрисою Ліндсі Корман. Через шість місяців вони оголосили про свої заручини, а 1 травня 2004 року зіграли скромне весілля. За неперевіреними даними, 6 травня 2012 року Ліндсі подала на розлучення, але офіційного підтвердження або спростування інформації про розпад сім'ї Гартлі на той момент не було. У Гартлі та Ліндсі Гартлі є дочка — Ізабелла Джастіс.
У 2017 році одружився з актрисою Крішелл Стаус, з якою зустрічався понад два роки. 8 липня 2019 роки пара розійшлася, а 22 листопада Гартлі подав на розлучення.

## Фільмографія

### Кіно
| Рік  | Назва українською         | Назва англійською      | Роль          | Примітки                  |
| ---- | ------------------------- | ---------------------- | ------------- | ------------------------- |
| 2005 | Стрімке падіння           | Race You To The Bottom | Джо           |                           |
| 2008 | Червоний каньйон          | Red Canyon             | Тому          |                           |
| 2009 | Весняний відрив           | Spring Breakdown       | Тодд          |                           |
| 2009 |                           | A Way with Murder      | Тед Роулінгс  |                           |
| 2010 | Чоловіки-Скорпіони Прозак | Scorpio Men On Prozac  | Білл Кінг     |                           |
| 2015 |                           | The Challenger         | Джеймс        | Пост-продакшн             |
| 2017 | Дуже погані матусі 2      | A Bad Moms Christmas   | Тай Свіндл    |                           |
| 2018 | В інший раз               | Another Time           | Ерік Лазітер  | також виконавчий продюсер |
| 2019 | Окей, Лексі!              | Jexi                   | Броуді        |                           |
| 2019 | Мала                      | Little                 | Містер Маршал |                           |
| 2020 | Полювання                 | The Hunt               | Тракер        |                           |
| 2021 |                           | The Exchange           | Гарі          |                           |
| 2021 |                           | Injustice              | Кларк         |                           |
| 2022 | Випускний рік             | Senior Year            | Блейн         |                           |

### Телебачення
| Рік       | Назва українською                | Назва англійською             | Роль                        | Примітки                                                                  |
| --------- | -------------------------------- | ----------------------------- | --------------------------- | ------------------------------------------------------------------------- |
| 2002-2006 | Пристрасті                       | Passions                      | Ніколас Фоксворт Крейн      | Регулярна роль з 17 грудня 2002 по 10 лютого 2006                         |
| 2006      | Аквамен                          | Aquaman                       | Артур Каррі                 | Пілот                                                                     |
| 2006-2011 | Таємниці Смолвіля                | Smallville                    | Олівер Квін / Зелена стріла | Повторювана роль (сезони 6-7) / Основний склад (сезони 8-10); 55 епізодів |
| 2007      |                                  | Spellbound                    | Денні                       | TV фільм                                                                  |
| 2007      | C. S. I.: Місце злочину Нью-Йорк | CSI: NY                       | Еліот Бевинс                | Епізод: Серце зі скла                                                     |
| 2007      | Мертва справа (Детектив Раш)     | Cold Case                     | Майк Ділейні (1982)         | Епізод: Справедливість                                                    |
| 2008      | Золотий час Остіна               | Austin Golden Hour            | Ретт Кларк                  | TV фільм                                                                  |
| 2008      |                                  | Gemini Division               | Нік Корду                   | 12 епізодів                                                               |
| 2009      | Мегаразлом                       | MegaFault                     | Ден Лейн                    | TV фільм                                                                  |
| 2011      | Чак                              | Chuck                         | Веслі Снейдер               | Епізод: Чак проти бандита Бородатаго                                      |
| 2012      | Касл                             | Castle                        | Реджі Старр                 | Епізод: Кожному псові по парі                                             |
| 2012      | Зої Гарт із південного штату     | Hart of Dixie                 | Джессі Кінселла             | Епізод: Холостячки і кулі                                                 |
| 2012-2013 | Доктор Емілі Оуенс               | Emily Owens, M. D             | Вілл Коллінз                | Регулярна роль                                                            |
| 2013      | Меліса і Джоуї                   | Melissa & Joey                | Ной                         | Запрошена зірка                                                           |
| 2013-2014 | Помста                           | Revenge                       | Патрік Гарпер               | Другорядна роль                                                           |
| 2014-2016 | Коханки                          | Mistresses                    | Скотт Томпсон               | Другорядна роль                                                           |
| 2014-2016 | Молоді та зухвалі                | The Young and the Неспокійний | Адам Ньюман № 3             | Регулярна роль                                                            |
| 2016–2022 | Це — ми                          | This Is Us                    | Кевін Пірсон                | Регулярна роль                                                            |
| 2019      | Незаймана Джейн                  | Jane the Virgin               | Себе                        | 1 епізод                                                                  |
| 2020      | Робоцип                          | Robot Chicken                 | Далекобійник                | Озвучка                                                                   |
| 2022      | Сім'янин                         | Family Guy                    | Джеймі                      | Озвучка                                                                   |
| 2024      | Слідопит                         | Tracker                       | Колтер Шо                   | Головна роль                                                              |